# Kościół Wniebowzięcia Najświętszej Marii Panny w Kleve
Kościół Wniebowzięcia Najświętszej Marii Panny – kościół w mieście Kleve w Niemczech, w kraju związkowym Nadrenia Północna-Westfalia. Wzniesiony w stylu gotyckim w XIV–XV w. jako kolegiata, od 1803 kościół parafialny.

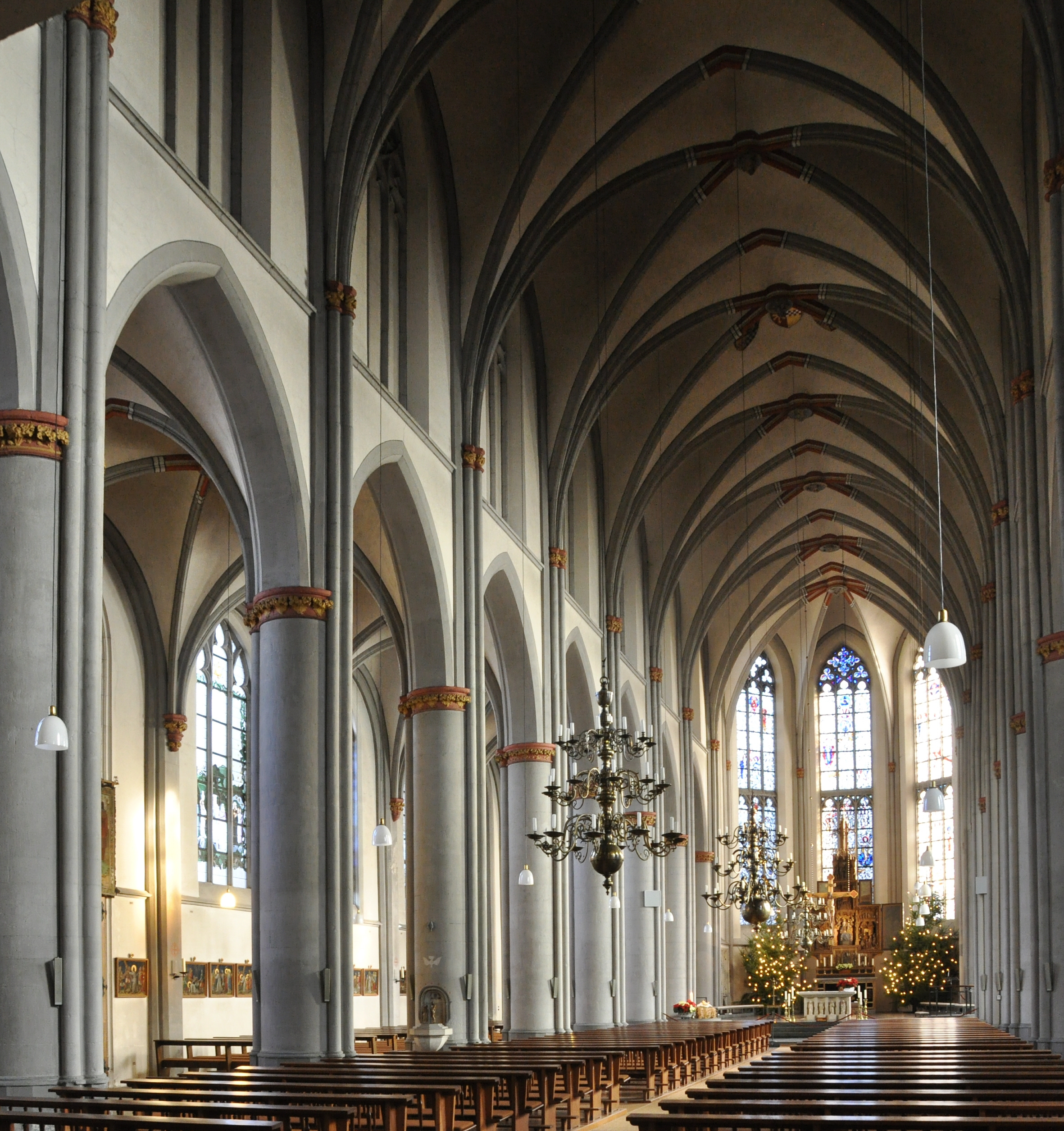
Wnętrze kościoła

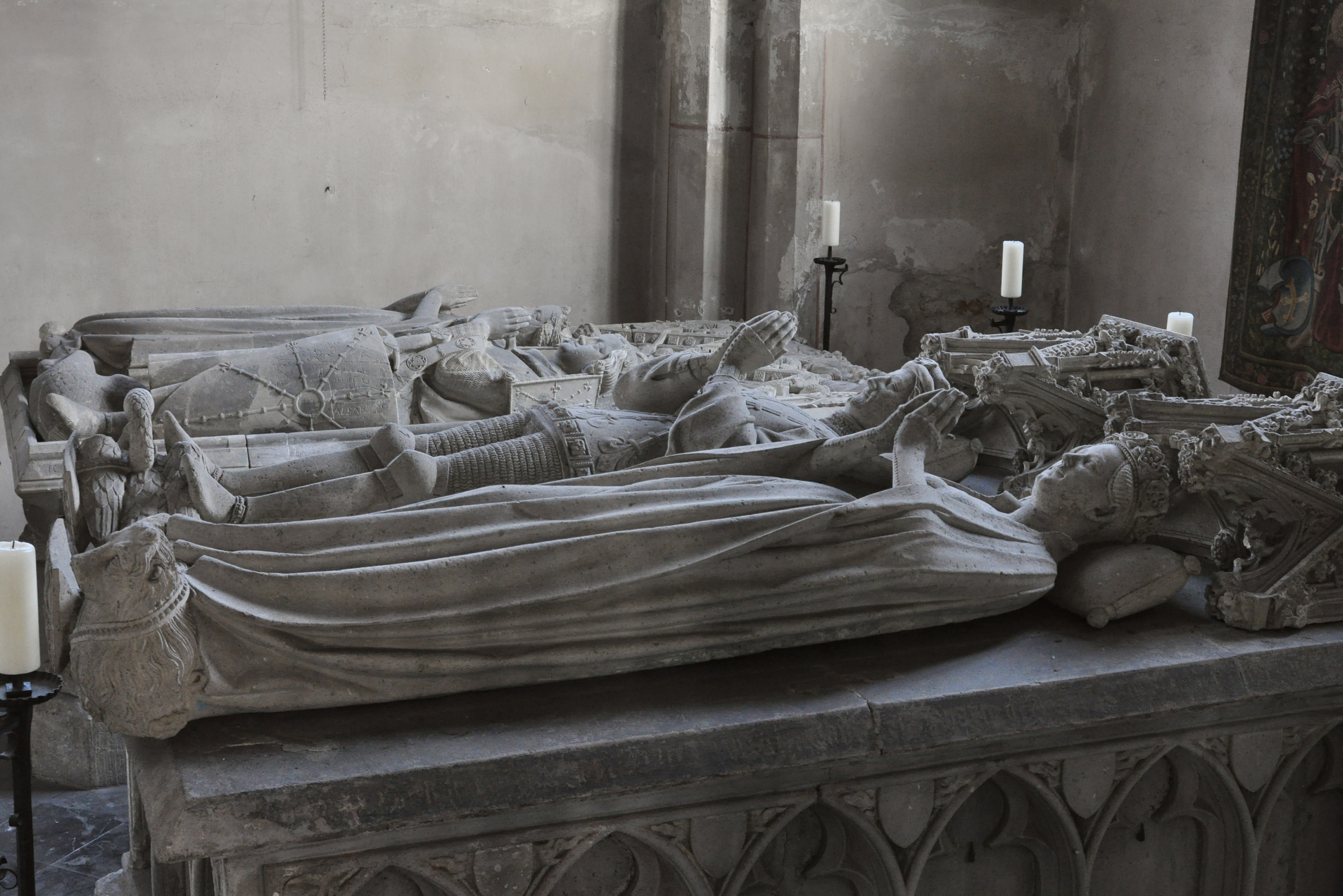
Nagrobek hrabiego Kleve Adolfa I i jego żony Małgorzaty

## Historia
Budowę kolegiaty w Kleve rozpoczął hrabia Kleve Dytryk VII w 1341. Postanowił on przenieść tu fundację z rodowego zamku Monterberg, powołaną do życia kilka lat wcześniej (kościół poświęcono tam w 1327, a rangę kolegiaty otrzymał w 1334), i zastąpić dotąd istniejący w mieście kościół św. Jana nową świątynią. W 1356 poświęcono prezbiterium kościoła, a budowa została zakończona w 1426. W drugiej połowie XV w. kościół rozbudowano, dodając kryptę z wznoszącą się ponad nią kaplicą św. Michała oraz kaplicę Dziesięciu Tysięcy Męczenników (ta ostatnia istniała do drugiej połowy XVIII w.). 
Kościół poniósł poważne zniszczenia podczas wojny z rewolucyjną Francją w 1794. W 1803 został kościołem parafialnym. Ponownie został zniszczony podczas drugiej wojny światowej, jego odbudowę rozpoczęto w 1951.

## Opis
Kościół zbudowano w stylu gotyckim, jako bazylikę z trójnawowym korpusem. Od strony zachodniej wznoszą się dwie wysokie wieże. Szczególnie godne uwagi są ołtarze w prezbiterium oraz prawej nawie bocznej. W kościele pochowano licznych hrabiów i książąt Kleve, w tym fundatora (Dytryka VII) i jego następców: Jana, Adolfa I, Jana I, Jana II i Jana III.